# Långtjärnen (Råneå socken, Norrbotten, 734257-178212)
Långtjärnen är en sjö i Luleå kommun i Norrbotten och ingår i Råneälvens huvudavrinningsområde. Sjön är 7,3 meter djup, har en yta på 0,114 kvadratkilometer och befinner sig 102,1 meter över havet. Långtjärnen ligger i Råneälven Natura 2000-område.

## Delavrinningsområde
Långtjärnen ingår i det delavrinningsområde (734188-178115) som SMHI kallar för Utloppet av Såg-Djupträsket. Medelhöjden är 66 meter över havet och ytan är 4,93 kvadratkilometer. Räknas de 5 avrinningsområdena uppströms in blir den ackumulerade arean 76,61 kvadratkilometer. Kvarnån (Forsträskbäcken) som avvattnar avrinningsområdet har biflödesordning 2, vilket innebär att vattnet flödar genom totalt 2 vattendrag innan det når havet efter 39 kilometer. Avrinningsområdet består mestadels av skog (56 procent). Avrinningsområdet har 1,22 kvadratkilometer vattenytor vilket ger det en sjöprocent på 24,6 procent.